# Reiner Wirsbitzki
Reiner Wirsbitzki (* 21. Januar 1967) ist ein deutscher Poolbillardspieler. Er ist dreifacher Senioren-Europameister und fünfzehnfacher Deutscher Meister der Senioren.

## Karriere
Nachdem Wirsbitzki 2007 mit dem 1. PBC Berrenrath Deutscher Mannschafts-Pokalsieger wurde, gewann er 2008 erstmals Medaillen bei einer Deutschen Einzel-Meisterschaft. Er gewann Silber im 8-Ball sowie im 9-Ball und wurde im 14/1 endlos Deutscher Meister. Bei der DM 2009 gewann er die Bronze-Medaille im 14/1 und im 8-Ball, 2010 wurde er im 14/1 endlos erneut Deutscher Meister.
Bei der EM 2011 gewann Wirsbitzki im 8-Ball seinen ersten Europameister-Titel. Bei der DM 2012 gewann er Silber im 8-Ball und Gold im 10-Ball.
Bei der EM 2013 wurde er 10-Ball-Europameister, nachdem er zuvor im 14/1 Dritter wurde. In der Saison 2012/13 wurde er mit dem 1. PBC Hürth-Berrenrath Meister der 2. Bundesliga und stieg damit in die 1. Bundesliga auf.
Bei der DM 2013 wurde er Dritter im 14/1 und im 10-Ball und wurde Deutscher 8-Ball-Meister. 2014 wurde er durch einen 100:50-Finalsieg gegen den Portugiesen Henrique Correia 14/1-Europameister. Im 10-Ball schied er im Viertelfinale gegen den Niederländer Jesse Thehu aus. Bei der Deutschen Meisterschaft 2014 gewann Wirsbitzki den 9-Ball-Wettbewerb und wurde deutscher Vizemeister im 10-Ball. Im Juli 2015 erreichte er beim World 14.1 Tournament das Halbfinale. Nachdem er unter anderem Shane van Boening besiegt hatte, unterlag er dort Thorsten Hohmann, dem späteren Sieger des Turniers.